# Fausta nigritibia
Fausta nigritibia là một loài ruồi trong họ Tachinidae.